# Mick Pedaja

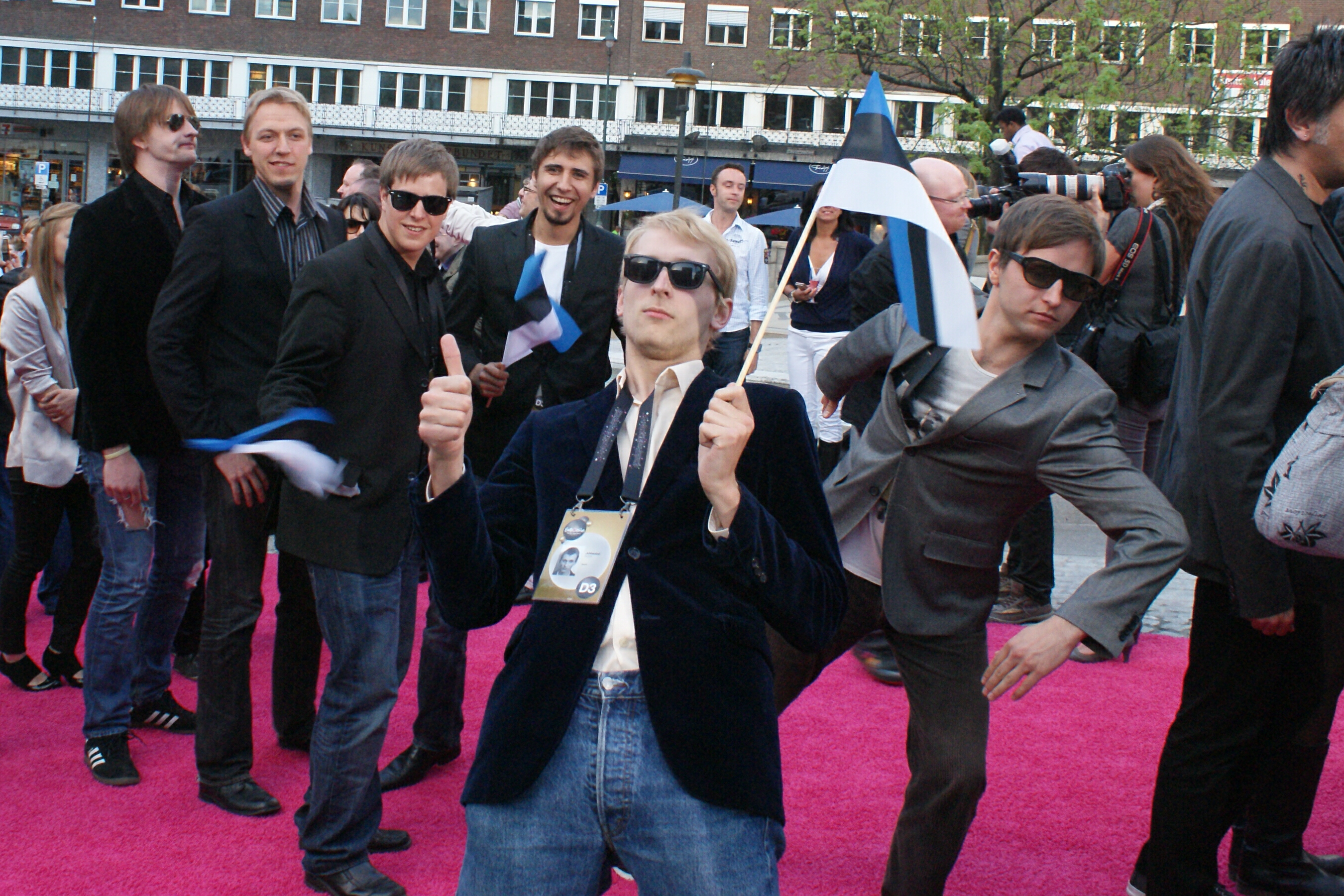
Mick Pedaja (2010; dritter von links)

Mick Pedaja (* 7. März 1993 in Rapla) ist ein estnischer Singer-Songwriter im Bereich New Age oder Ambient.
Pedaja begann mit der Musik im Alter von sieben Jahren und lernte Gitarre mit zehn. Er war aktiv in den Bands Tohohh und Sõrmik.
Er war Mitglied der Band Manpower 4, die Estland beim Eurovision Song Contest 2010 als Begleitung von Malcolm Lincoln mit dem Lied Siren vertrat, das im ersten Halbfinale mit 39 Punkten auf Platz 14 ausschied.
Er ist außerdem Mitglied im Duo Micucu, zu dem neben ihm auch Uku Kübar gehört.
2014 veröffentlichte er sein erstes Soloalbum Ärgake (dt.: Erwachen).
Pedaja versuchte sich 2016 beim Eesti Laul, dem estnischen Vorentscheid zum Eurovision Song Contest. Mit seinem Lied Seis (dt.: Stehen) erreichte er im Finale Platz vier.
Seine Musik wird beschrieben als instrumental, atmosphärisch, umgebend, organisch, schwebend und kosmisch (engl.: „[…] instrumental, atmospheric and ambient […] organic, hovering […] and cosmic […]“). Laut eigener Aussage wird er inspiriert durch die Natur, und die Emotionen der Leute in seiner Umgebung.

## Diskografie
als Mitglied von Manpower 4
- 2010: Siren (dt.: Sirene) (zusammen mit Malcolm Lincoln)

als Mitglied von Micucu
- 2013: Take Your Things (dt.: Nimm deine Sachen)
- 2014: Scopolamine (dt.: Scopolamin)
- 2014: Run (dt.: Rennen)
- 2014: Disco (dt.: Disko)
- 2014: Toe (dt.: Zeh)
- 2014: Fearless Tree (dt.: Furchtloser Baum)
- 2016: VAL

solo
- 2012: Down South (dt.: Runter in den Süden)
- 2012: All the Words You Say (dt.: Alle Wörter, die du sagst)
- 2012: Ootus (dt.: Erwartung)
- 2013: For Blossom (dt.: Für (meine) Süße)
- 2014: Lone – Karen luvz Kate (dt.: Allein – Karen liebt Kate)
- 2014: Voicesvoices (dt.: Stimmenstimmen)
- 2014: Ärgake (dt.: Erwachen)
- 2015: Aeg (dt.: Zeit)
- 2015: Pööriöö (dt.: unklar[6])
- 2015: Valss (dt.: Walzer)
- 2015: Puhastus (dt.: Reinigung)
- 2015: Peakskiivimaks (dt.: Sollte letztendlich)
- 2015: 3 Years Eero (dt.: 3 Jahre Eero)
- 2015: Esimene tervitus (dt.: Die erste Begrüßung)
- 2015: Kohtumine Wumbaga (dt.: Treffen mit Wumba)
- 2015: Seis (dt.: Stehen)
- 2016: Valgeks (dt.: Zum Licht)